# Scheiderhöhe
Scheiderhöhe ist ein Stadtteil von Lohmar im Rhein-Sieg-Kreis in Nordrhein-Westfalen. Bis 1969 war Scheiderhöhe eine eigenständige Gemeinde.

## Geographie
Scheiderhöhe liegt im Westen des Stadtgebiets von Lohmar auf dem orographisch rechten Bergrücken zum Aggertal. Umliegende Weiler und Ortschaften sind Klasberg, Hagerhof, Kirchscheid und Hoverhof im Norden, Schöpcherhof im Nordosten, Hammerschbüchel, Höngesberg und Reelsiefen im Osten, Scherferhof und Wielpütz im Süden sowie Meigerhof, Feienberg, Meigermühle und Heppenberg im Westen bis Südwesten.
In Scheiderhöhe entspringt ein orographisch linker namenloser Nebenfluss der Sülz.

## Gemeinde Scheiderhöhe
Die Ortschaften auf der Scheiderhöhe gehörten bis zum Beginn des 19. Jahrhunderts zum Amt Porz im Herzogtum Berg. Von 1806 bis 1814 war Scheiderhöhe mit den umliegenden Ortschaften Teil der Mairie Lohmar im Arrondissement Siegburg, später im Arrondissement Mülheim am Rhein, das dem Département Rhein zugeordnet war. Nach den auf dem Wiener Kongress getroffenen Vereinbarungen kam das Rheinland zum Königreich Preußen. Die Gemeinde Scheiderhöhe wurde der Bürgermeisterei Lohmar (ab 1927 Amt Lohmar) im Kreis Siegburg (ab 1825 Siegkreis) im Regierungsbezirk Köln zugeordnet.
Nach einer Statistik aus dem Jahre 1888 gehörten zur Gemeinde Scheiderhöhe die Ortschaften und Wohnplätze (damalige Schreibweise):
Bach, Berfert, Brückerhof, Feienberg, Gammersbach, Gammersbachermühle, Hagerhof, Hammersch, Hammerschbüchel, Helmchesmühle, Heppenberg, Hitzhof, Höngesberg, Hoverhof, Kellershohn, Kirchscheid, Klasberg, Knipscherhof, Kreuzhäuschen, Meigerhof, Meigermühle, Muchensiefen, Oberscheid, Pützrath, Reelsiefen, Rodderhof, Rottland, Scheiderhöhe, Scherferhof, Schiffarth, Schönrath, Schöpcherhof, Sottenbach, Sülz und Wielpütz.
Im Jahr 1885 hatte die Gemeinde Scheiderhöhe 723 Einwohner (349 Männer und 374 Frauen), die in 154 Häusern, verteilt auf 35 Einzelhöfe und Weiler, lebten. In der Gemeinde gab es 585 Katholiken und 138 evangelische Einwohner. Die Gemarkung der Gemeinde betrug 1.092 ha, davon 651 ha Ackerland, 70 ha Wiesen und 297 ha Wald.
Zum 1. August 1969 wurde das Amt Lohmar, zu dem die Gemeinde Scheiderhöhe bis dahin verwaltungsmäßig gehörte, im Rahmen der kommunalen Neugliederung des Raumes Bonn (Bonn-Gesetz) aufgelöst und die Gemeinde Scheiderhöhe in die neu gebildete amtsfreie Gemeinde Lohmar eingegliedert.

## Einwohnerentwicklung
| Jahr | Einwohner |
| ---- | --------- |
| 1816 | 415       |
| 1843 | 929       |
| 1871 | 788       |
| 1905 | 657       |
| 1961 | 840       |

## Sehenswürdigkeiten
- Die katholische Kirche Kreuzerhöhung in Scheiderhöhe
- in Scheiderhöhe stehen mehrere Wegekreuze / Heiligenhäuschen[8]:
  - Wegekreuz Scherferhof bei Scheiderhöhe
  - Grabkreuz Scheiderhöhe gegenüber der Kirche
  - Ehrenmal Scheiderhöhe und ehemalige Kapelle
  - Wegekreuz Friedhof Scheiderhöhe
  - Wegekreuz Schöpcherhof bei Scheiderhöhe

## Infrastruktur
- Sportstätte: Gymnastikhalle
- Kirche: katholische Kirche
- Freiwillige Feuerwehr[3]

## Wirtschaft / ansässige Unternehmen
Die Firma SULZER-ABS PumpSolution wurde 1957 von Albert Blum als ABS gegründet und stellte von ihm entwickelte Tauchpumpen her. Die Sulzer-Pumps Division befindet sich seit 2012 als Teil der Sulzer LtD in der Schweiz.
Die Biokraft Scheiderhöhe GmbH betreibt eine Biogas- und Photovoltaik-Großanlage.

## Kultur
Der Kunstkreis LohmArt als ein gemeinnützig eingetragener Verein ist ein bedeutender kultureller Träger. In seiner Kunsthalle werden Präsentationen, Aktionen und Events im kulturellen Umfeld gegeben.

## Verkehr
- Scheiderhöhe liegt an der Landesstraße 84.
- Scheiderhöhe liegt nahe zu den Bahnhöfen in Rösrath und Lohmar-Honrath bei Jexmühle.
- Das Anruf-Sammeltaxi (AST) ergänzt den Busverkehr im ÖPNV. Scheiderhöhe gehört zum Tarifgebiet des Verkehrsverbund Rhein-Sieg (VRS).